# Sillano
Sillano est une commune italienne de la province de Lucques, en  Toscane.

## Administration
| Période                                  | Période | Identité | Étiquette | Qualité |
| ---------------------------------------- | ------- | -------- | --------- | ------- |
|                                          |         |          |           |         |
| Les données manquantes sont à compléter. |         |          |           |         |

### Communes limitrophes
Fivizzano, Giuncugnano, Piazza al Serchio, San Romano in Garfagnana, Ventasso, Villa Collemandina, Villa Minozzo